# Avanti Motor Corporation
Avanti Motor Corporation war ein US-amerikanischer Hersteller von Automobilen.

## Unternehmensgeschichte
Das Unternehmen wurde am 25. August 1999 in Las Vegas in Nevada gegründet. 
Niederlassungen gab es ab 16. Februar 2000 in Georgia, ab 27. Februar 2003 in Arizona, ab 21. März 2003 in New York, ab 28. August 2003 in Kalifornien, ab 3. November 2003 in Connecticut und ab 16. Februar 2007 in Florida. 1999 oder 2001 begann die Produktion von Automobilen, die als Avanti vermarktet wurden. 2006 wurde die Produktion nach Cancún in Mexiko verlagert. 2006 oder Anfang 2007 endete die Produktion. 2008 wurde das Unternehmen aufgelöst.

## Fahrzeuge
Coupe und Convertible waren die Nachfolger des Avanti II der Avanti Automotive Corporation, der seinerseits Nachfolger des Studebaker Avanti war. Tom Kellogg war der Designer. Die Fahrzeuge waren bei 2720 mm Radstand 4765 mm lang, 1877 mm breit und 1381 mm hoch. Bis 2004 kamen Plattform und Motor von General Motors, danach von Ford. Ein V8-Motor mit 4600 cm³ Hubraum und 300 PS Leistung trieb die Fahrzeuge an.
Außerdem wird der Sport genannt.
Die Modelle Studebaker XUT und Studebaker XUV waren viertürige Geländewagen als Kombi bzw. Pick-up. Zu beachten ist, dass Studebaker laut Quelle nur Modellname, aber nicht Markenname war.
Der SVO Lister war eine Nachbildung eines Modells von Lister Cars und der SVO 904 eine Nachbildung des Porsche 904.